# Хатімодзі-ДНК
Хатімодзі-ДНК (англ. Hachimoji DNA: «hachi» з японської — «вісім», «moji» — «літера») — дезоксирибонуклеїнова кислота (ДНК) із вісьмома нуклеотидами, чотири з яких є природними та чотири — штучно синтезованими. Про синтез хатімодзі-ДНК вперше повідомлено у лютому 2019 року. Відкриття стало можливим у результаті наукових досліджень Фонду прикладної молекулярної еволюції США, що фінансувалися НАСА. За будовою та властивостями хатімодзі-ДНК подібна природній ДНК та відрізняється кількістю та типом пуринових основ.

## Характеристика
Для синтезу хатімодзі-ДНК було використано 4 пуринових основи природного походження — аденін (А), гуанін (Г), цитозин (Ц) і тимін (Т). Також вчені синтезували нові основи, які були закодовані літерами Z, P, S, B. Останні утворюють пари на основі водневих зв'язків: Z-P і S-B.. Дослідники сконструювали сотні спіралей хатімодзі-ДНК, що складаються з різних конфігурацій природних і синтетичних основ, а потім перевірили їх стійкість. Також було продемонстровано, що хатімодзі-ДНК незалежно від послідовності основ завжди утворюють подвійну спіраль. Крім того, за допомогою синтетичної ДНК та РНК-полімерази бактеріофага T7 вченим вдалося здійснити транскрипцію хатімодзі-РНК.

### Нові пуринові основи
У хатімодзі-ДНК: S поєднується із B, Z поєднується із P; dS використовується в ДНК, rS використовується в РНК.
| Пуринова основа | Назва                                        | ChemSpider | PubChem   |
| --------------- | -------------------------------------------- | ---------- | --------- |
| P               | 2-Аміноімідазо[1,2-a][1,3,5]триазін-4(1H)-он | 10205066   | 135600909 |
| B               | Ізогуанін                                    | 69351      | 76900     |
| rS              | Ізоцитозин                                   | 60309      | 66950     |
| dS              | 1-Метилцитозин                               | 71474      | 79143     |
| Z               | 6-Аміно-5-нітропіридин-2-ol                  | 9357814    | 11182729  |

## Значення
За словами хіміка Стівена Беннер, аналіз хатімодзі-ДНК дасть змогу зрозуміти, як життя поза межами Землі може зберігати інформацію. Цю структуру також планують використовувати для збереження інформації поза клітиною та створення наноструктур із заданими властивостями. Хімік Флойд Ромезберг зазначає, що відкриття хатімодзі-ДНК підтверджує, що природні основи (А, Г, Ц, Т) не є унікальними. Це відкриття має важливе значення для дослідження процесів молекулярної еволюції. Також хатімодзі-ДНК може бути використано для діагностики деяких хвороб людини.